# La Sucrière
La Sucrière est un bâtiment de Lyon, situé sur les quais de la Saône dans le quartier de la Confluence. Construite dans les années 1930 sur les Docks de Lyon-Confluence et aujourd'hui totalement rénovée, elle est un des seuls bâtiments historiques demeurant dans ce quartier.

## Histoire
Un premier entrepôt de 100 mètres de long est construit en 1925, puis surélevé de deux étages en 1927. Il accueille l'Entrepôt réel des sucres indigènes le 1er décembre 1928. De nouveaux agrandissements sont réalisés en 1930 puis en 1960. Trois silos sont construits au sud en 1976.

## Utilisation
La Sucrière est une ancienne usine de sucre, utilisée comme entrepôt jusqu'en 1993, et est aujourd'hui spécialisée dans l'accueil simultané d'expositions artistiques et d'événements publics ou privés. La Sucrière est notamment l'un des sites majeurs de la Biennale d’art contemporain de Lyon, qu'elle accueille depuis 2003. En plus de recevoir des expositions culturelles pour lesquelles La Sucrière est reconnue, sa mixité de fonction inédite et ses espaces polyvalents lui permettent d'accueillir des événements variés : concerts, salons, défilés de mode, etc.
La Sucrière se compose de quatre espaces distincts :
- l’Espace 1930 : salle de grande envergure de 1 700 m2 au rez-de-chaussée
- la mezzanine de l’Espace 1930 : surface de 1 100 m2
- l’Espace 1960 : salle de 600 m2 au rez-de-chaussée
- un espace d’exposition : niveau supérieur de 1 700 m2, exclusivement consacré à une programmation artistique

Événements accueillis à La Sucrière :
- La Biennale d'art contemporain
- Les dîners de gala du Bocuse d'Or
- La Coupe du monde de la pâtisserie
- Le festival des Nuits sonores
- Le Lyon Beer Festival

En même temps que sa rénovation en 2012 par l'agence Z Architecture, La Sucrière a également vu se construire sur son toit Le Sucre, lieu contemporain à vocation culturelle et artistique qui accueille clubs, conférences, concerts et apéros tout au long de l'année.

## Expositions
- Le Monde de Steve McCurry[4] (06/02/2019 - 26/05/2019) - http://stevemccurryexpo.fr/
- Imagine Picasso (17/10/2019 - 02/02/2020)
- Genesis de Sébastiao Salgado (20/02/2020 - 16/08/2020)
- Hyperréalisme (11/02/2022 - 06/06/2022)

## Esplanade
L'esplanade située au sud des bâtiments industriels est régulièrement utilisée par la communauté des rollerdancers lyonnais.

## Galerie

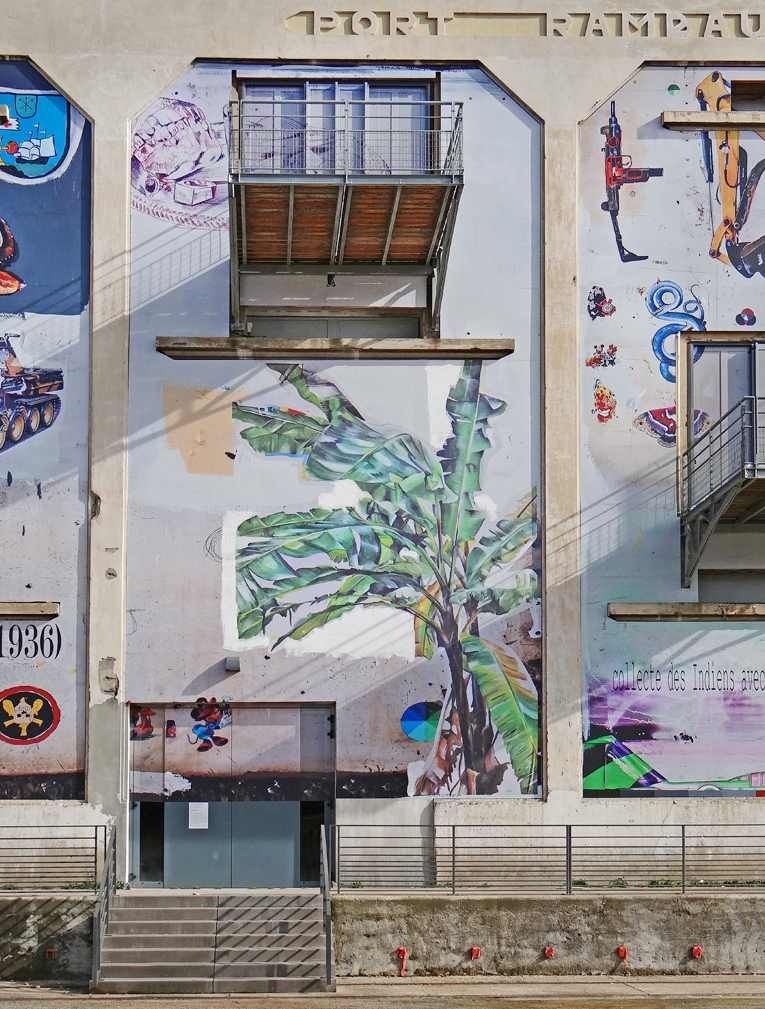
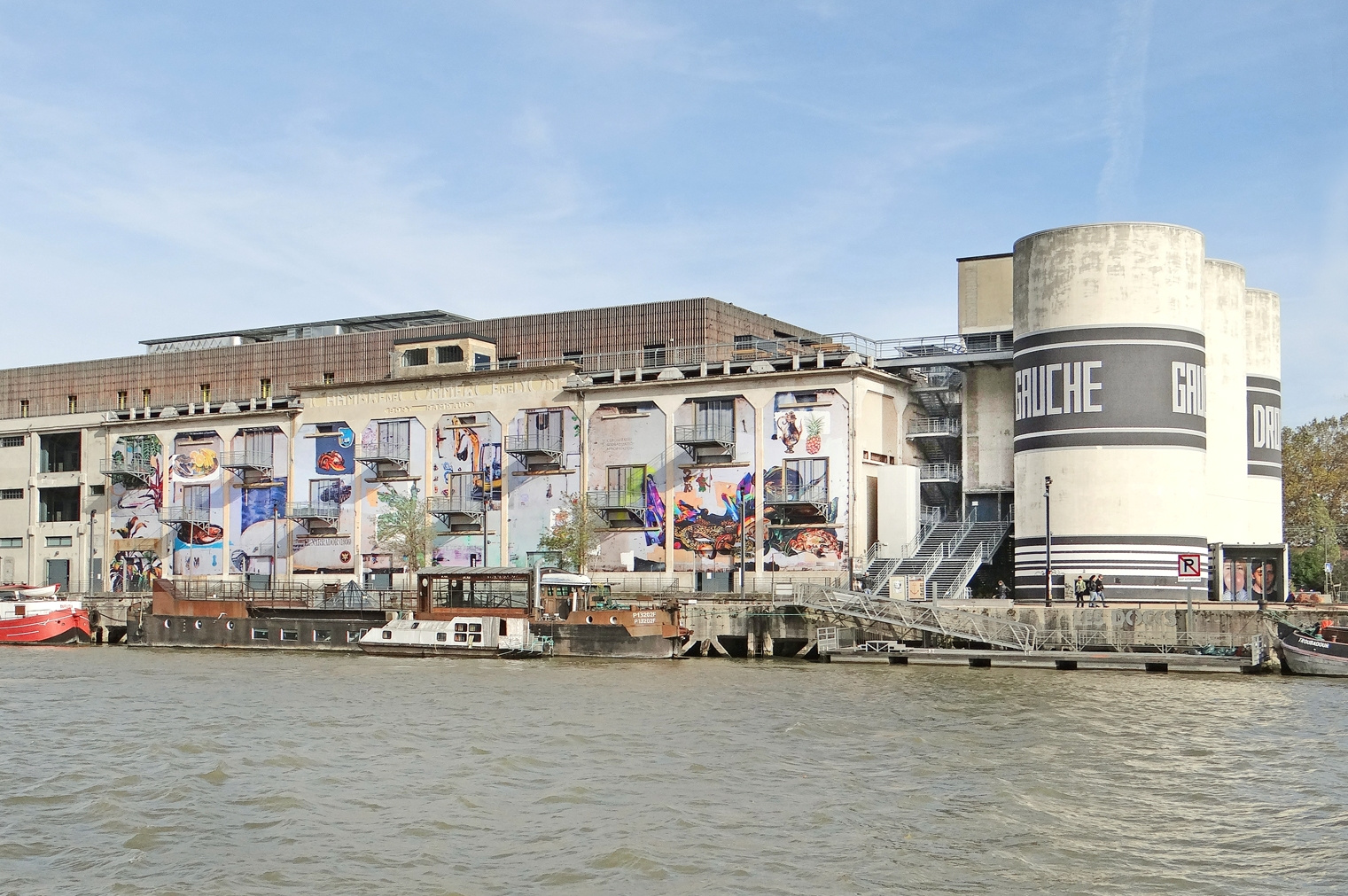
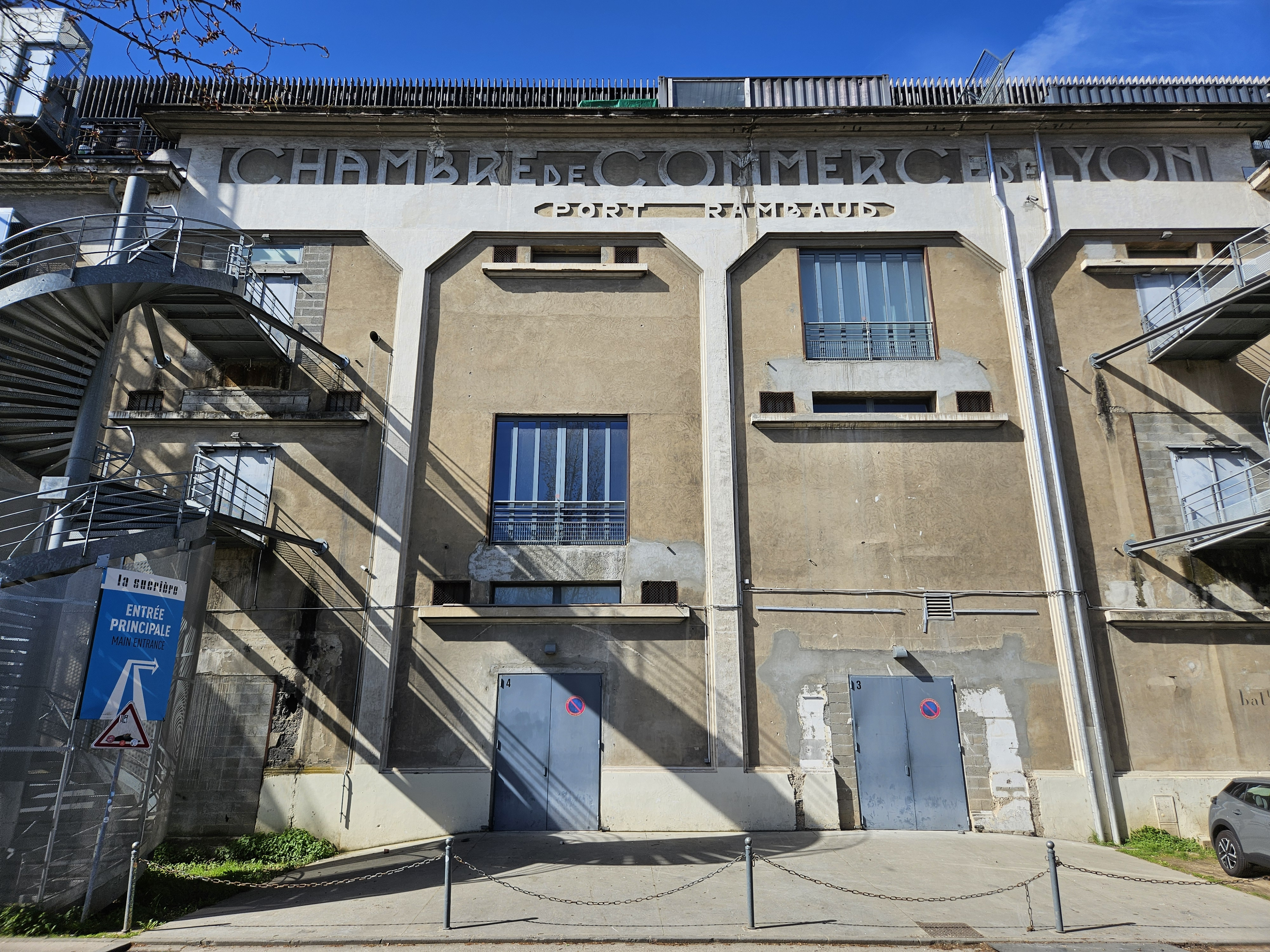
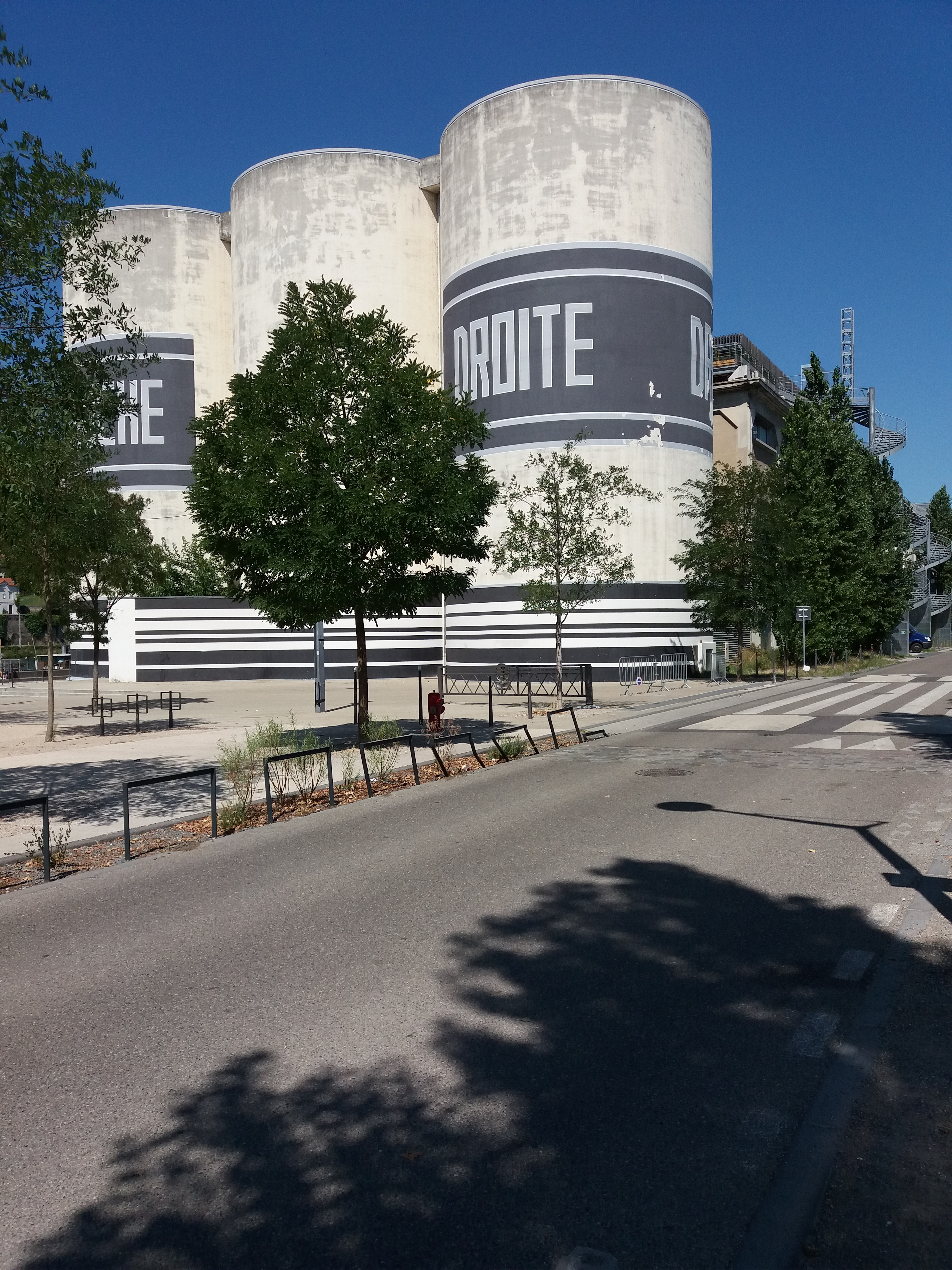
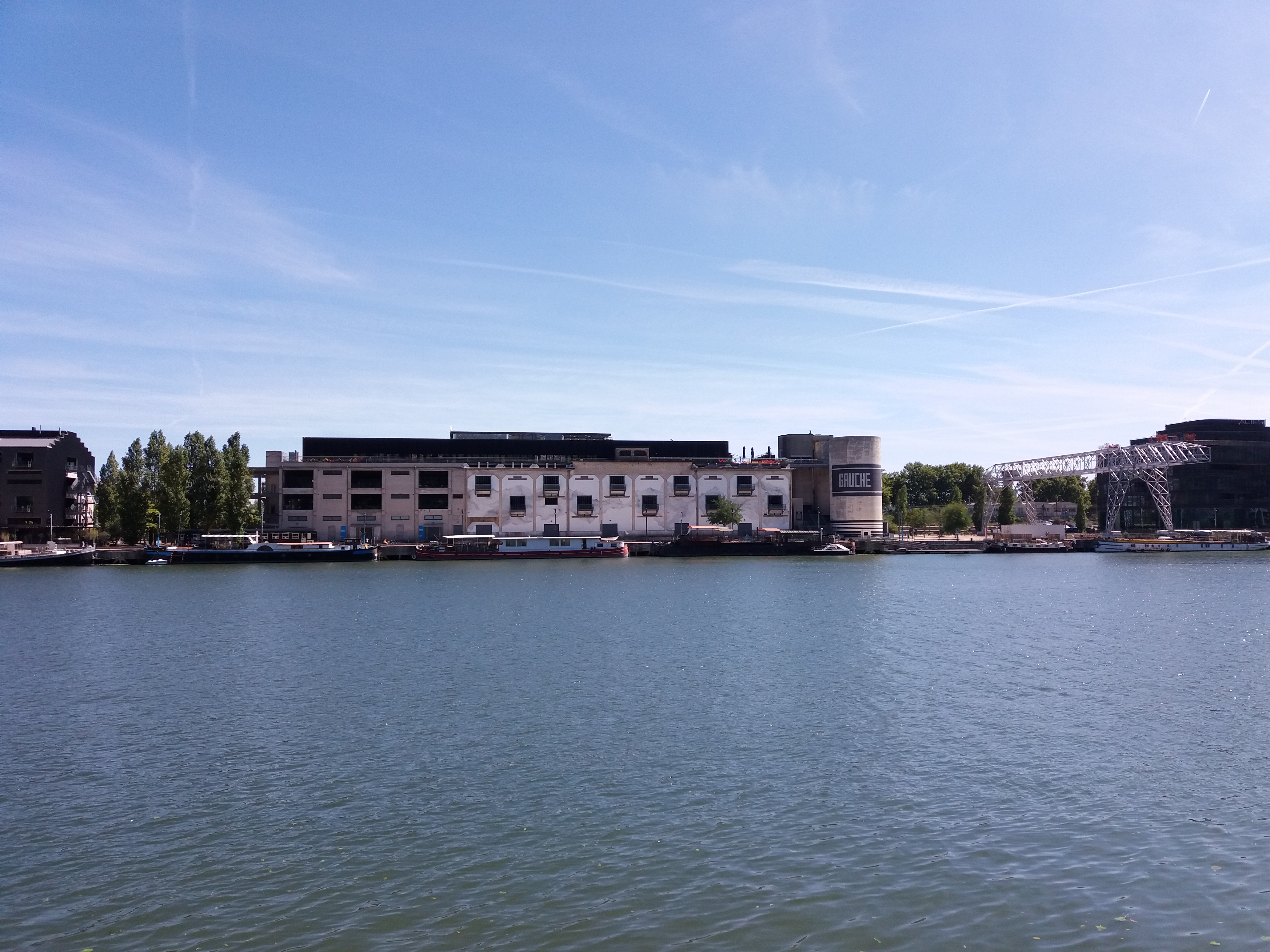
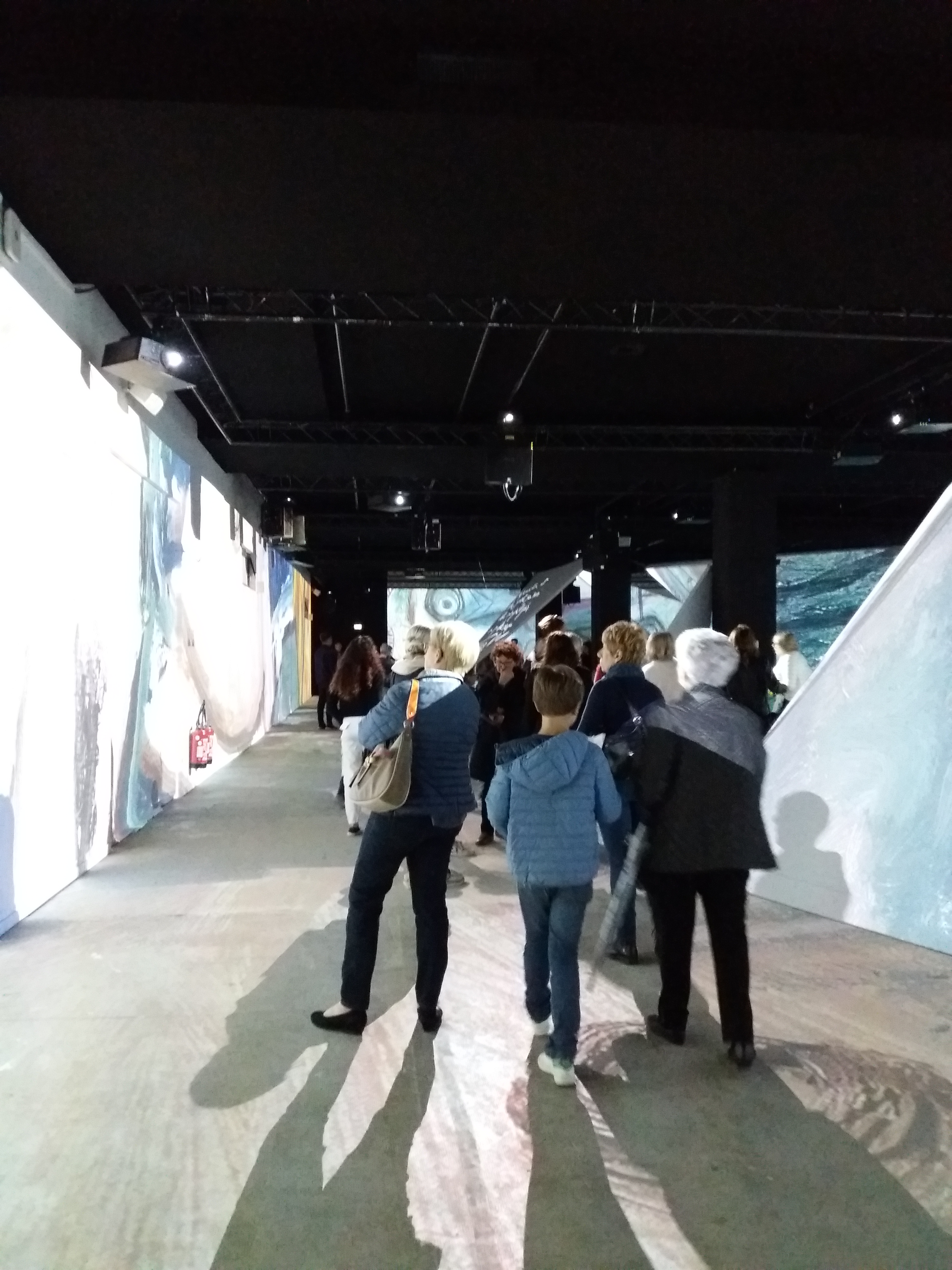
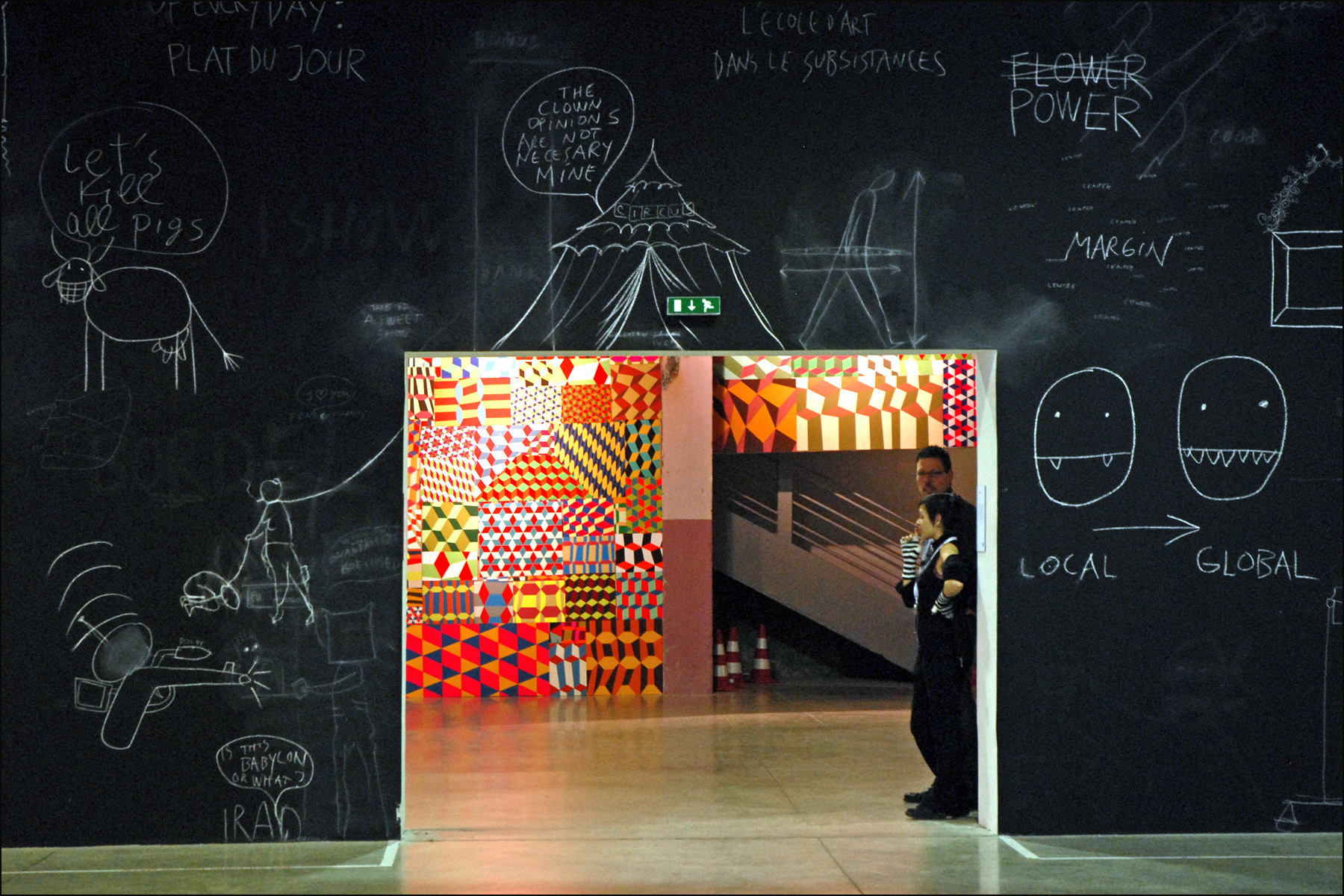
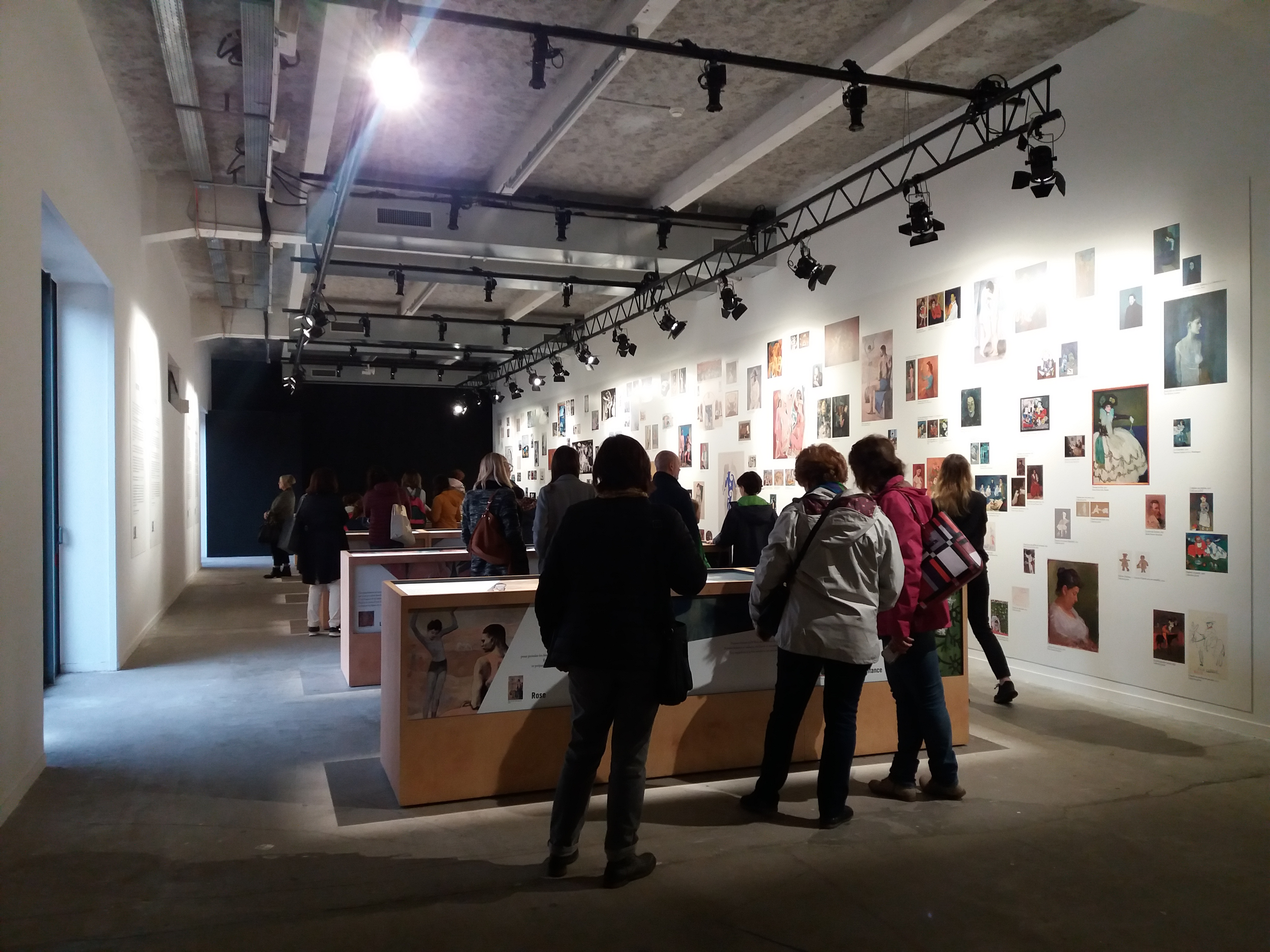
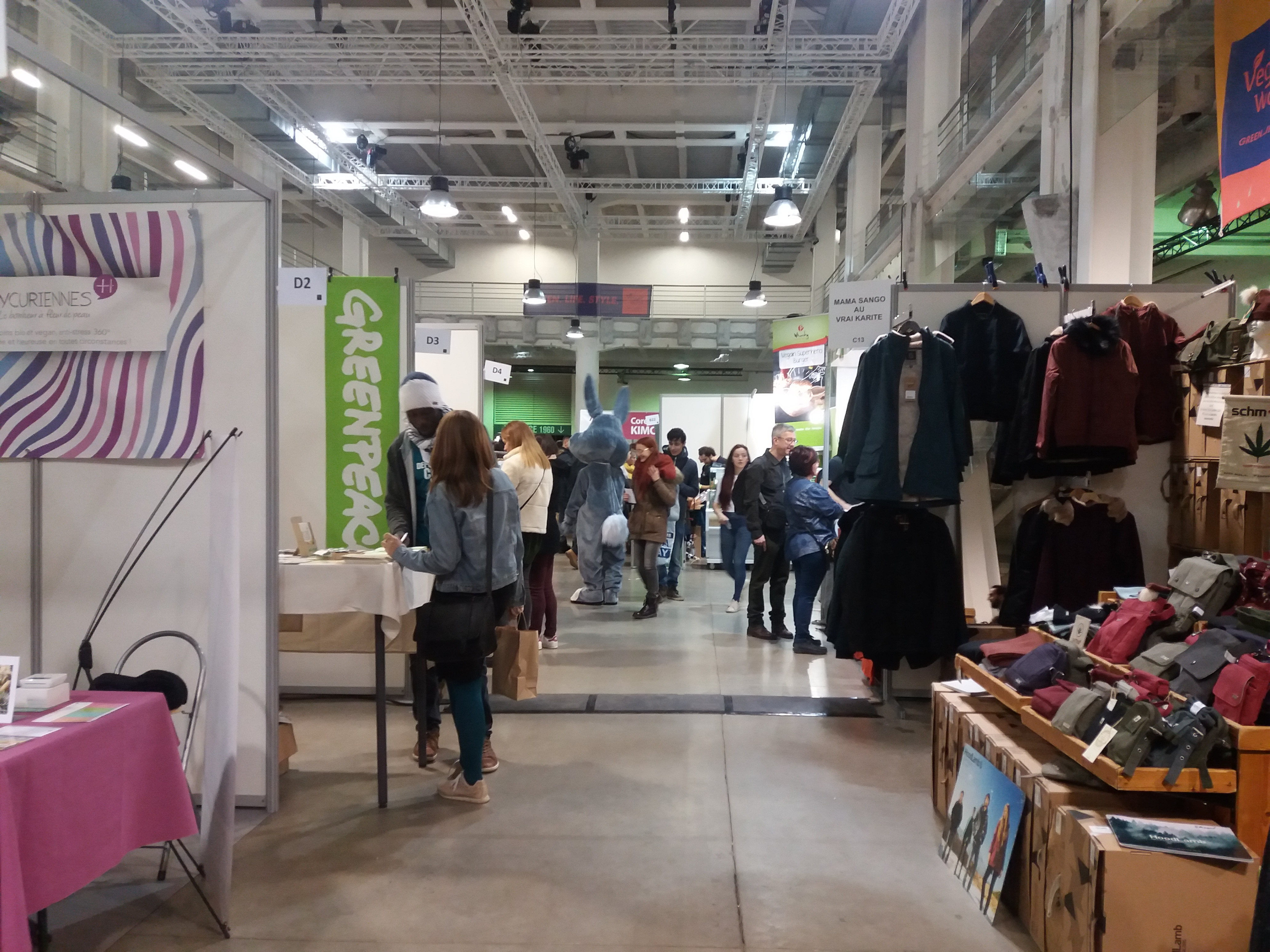
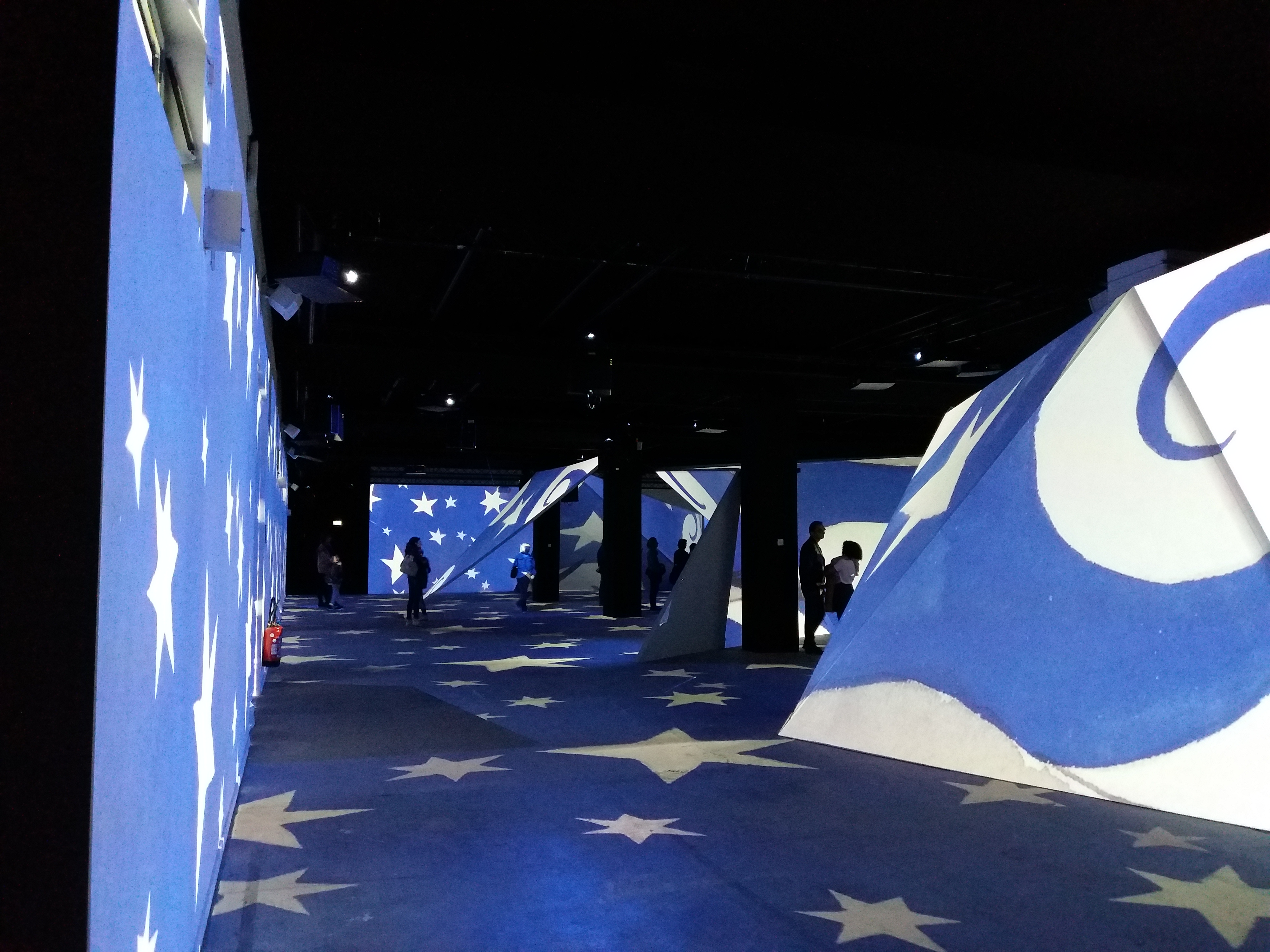
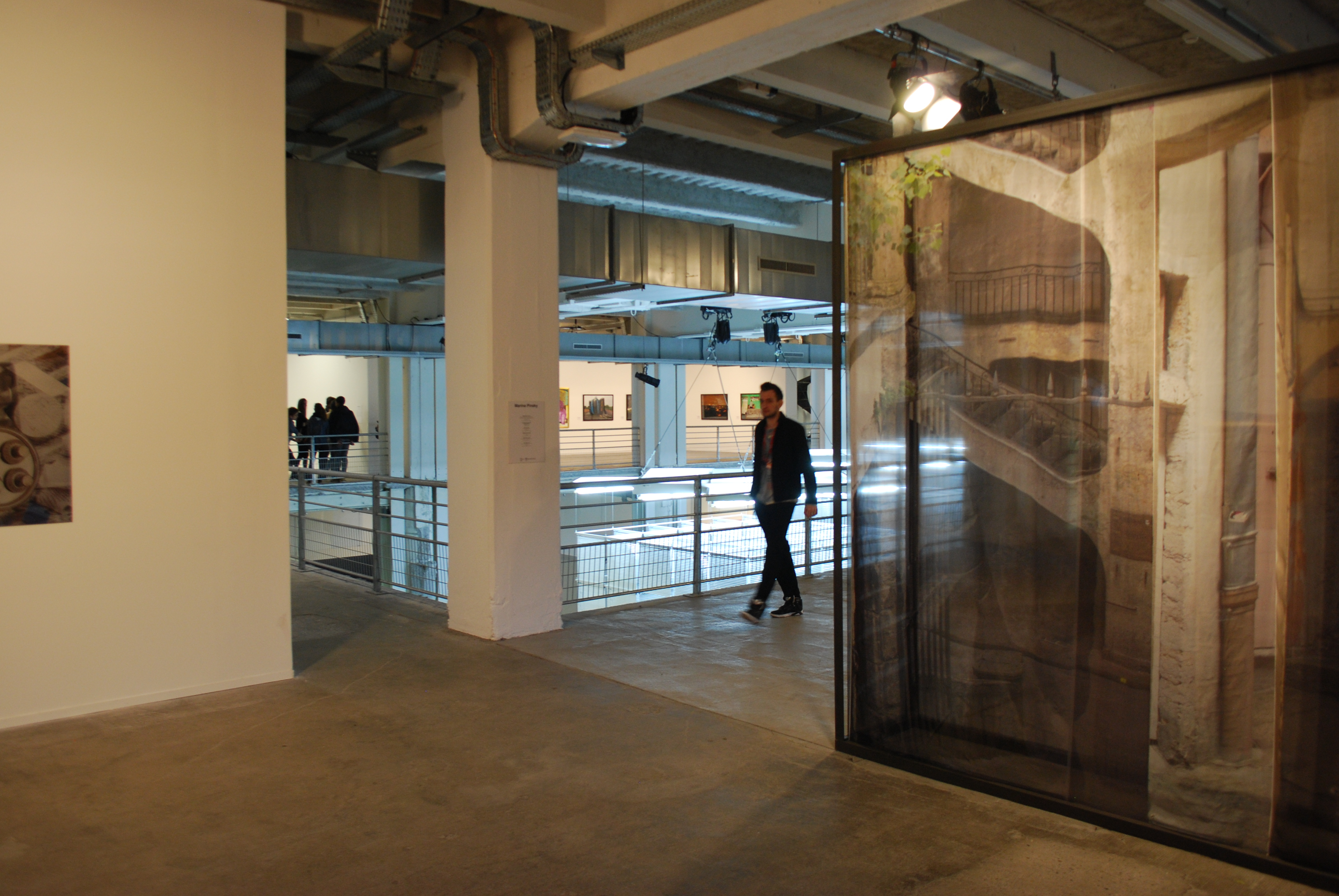
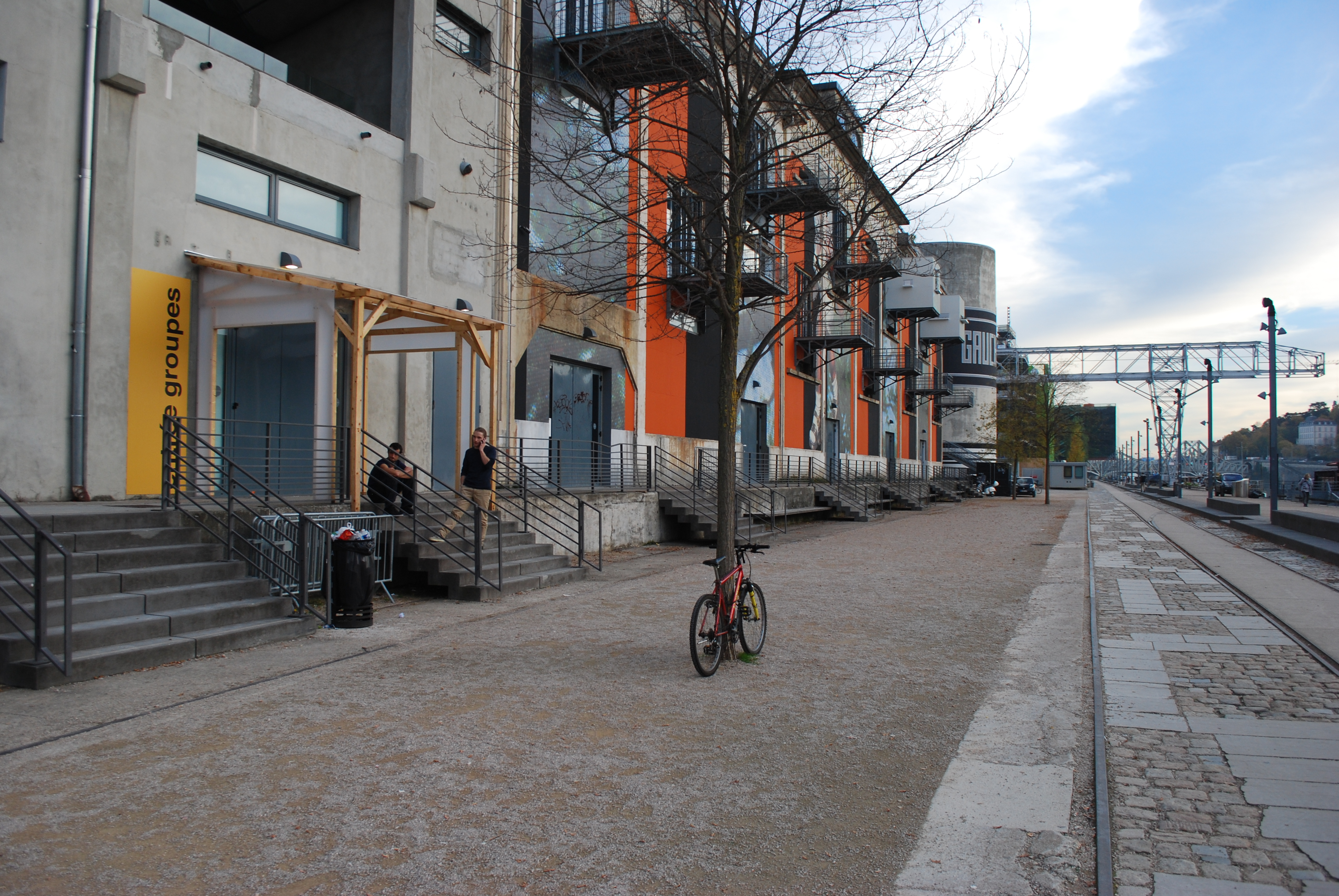
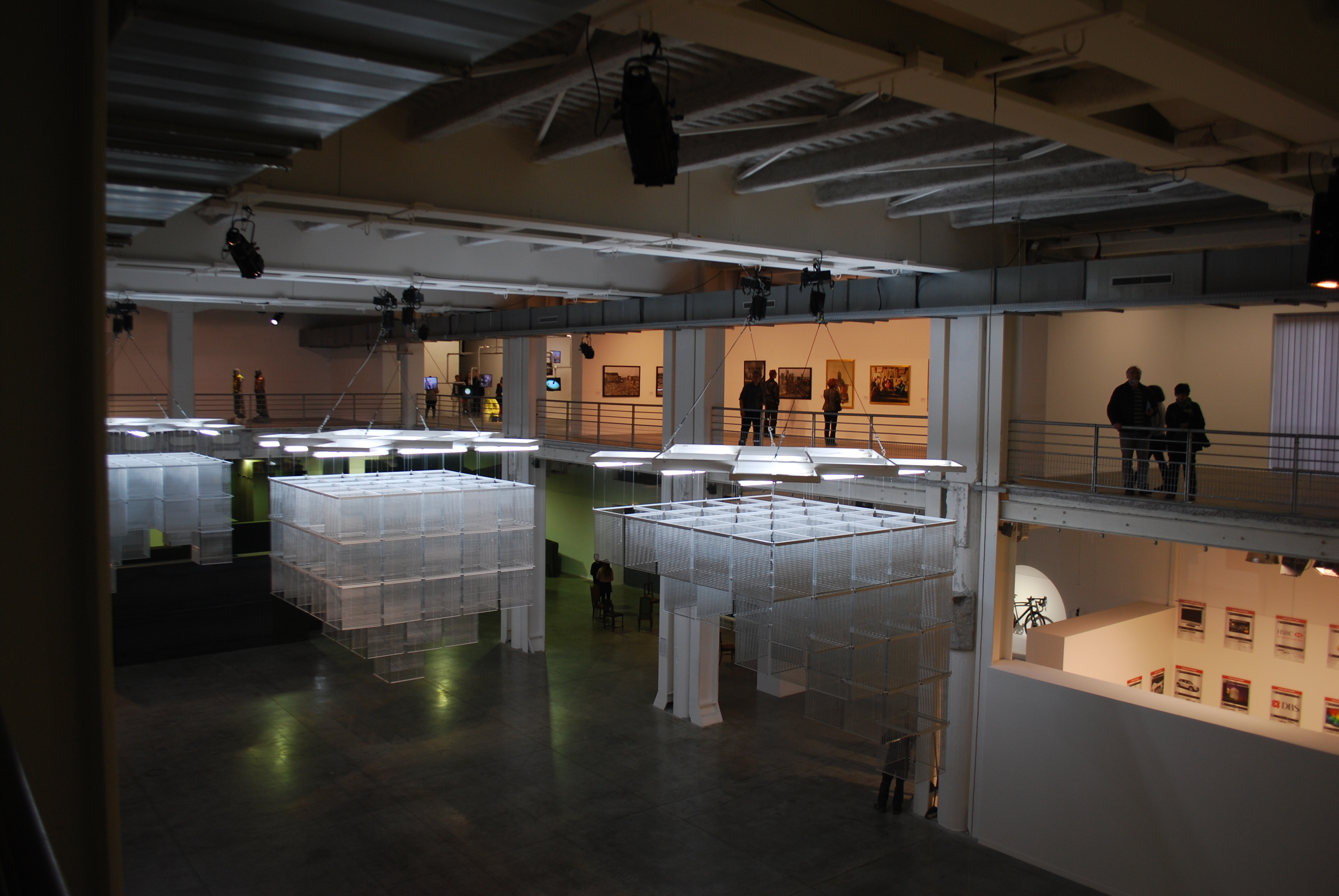
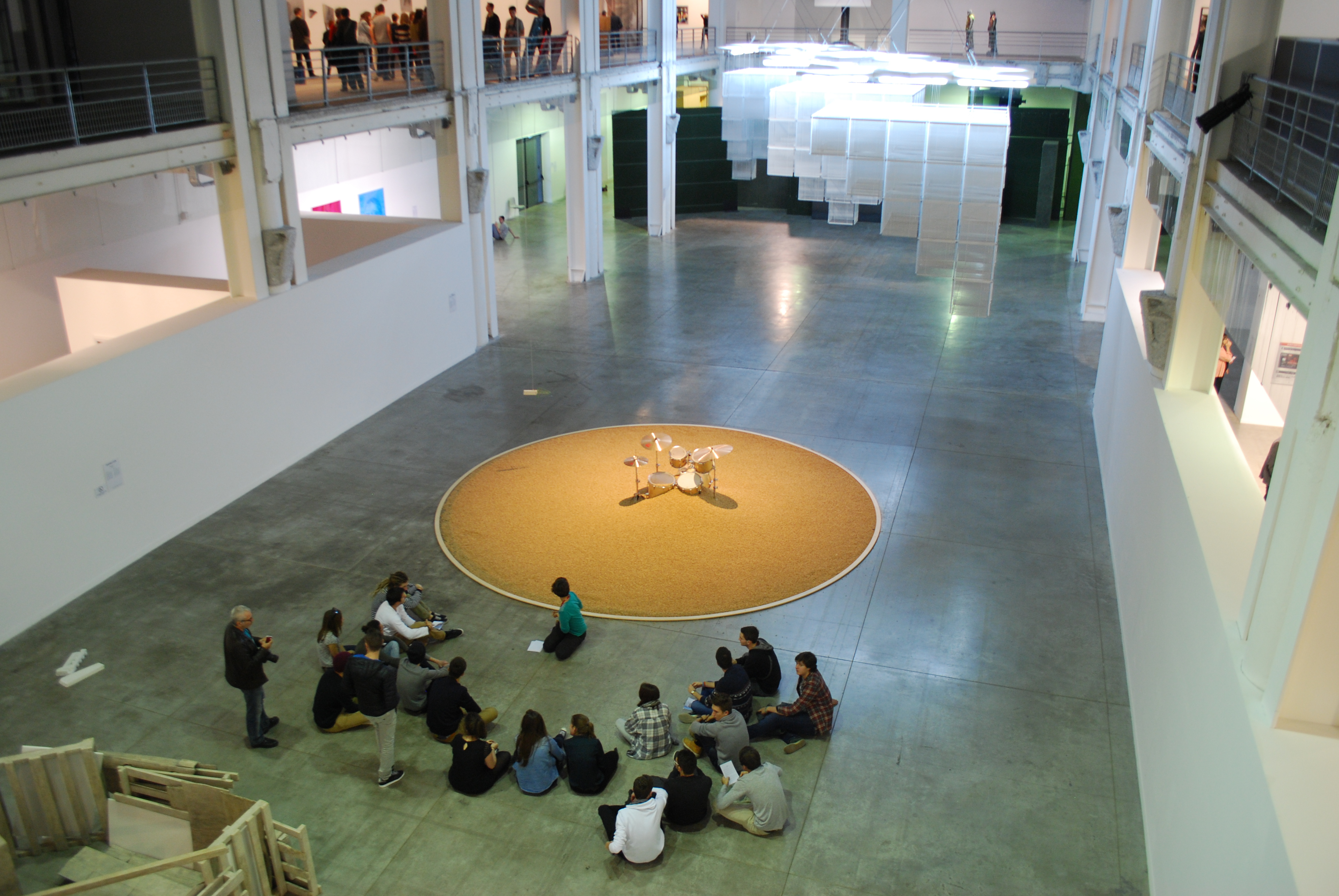